# آموزه‌های صوفیان از دیروز تا امروز
آموزه‌های صوفیان از دیروز تا امروز (به انگلیسی: Living Sufism) نام کتابی است از سید حسین نصر، فیلسوف ایرانی.
این کتاب شامل سه بخش است. بخش نخست کتاب به آموزه‌های بنیادین تصوف از قبیل جایگاه عقل و وحی، مقامات و احوال، ولایت و غیره اختصاص دارد. بخش دوم شامل دو بحث مهم تاریخی یعنی رابطه تصوف و تشیع و ویژگی‌های تصوف قرن هفتم و تأثیر مکتب ابن عربی است. بخش سوم را مؤلف به نحوه مواجهه تصوف با مسائل مهم جهان از قبیل دستمایه‌های عرفان اسلامی در حل بحران محیط زیست، نوگرایی و تحول خواهی تمدن جدید اختصاص داده‌است.
این کتاب در ابتدا به زبان انگلیسی نوشته شده‌است. عنوان اصلی آن تصوف پویا است. مترجمان فارسی این کتاب حسین حیدری و محمدهادی امینی هستند. ناشر کتاب انتشارات قصیده‌سرا است.